# Antonia Ferrín Moreiras
Antonia Ferrín Moreiras, née à Ourense le 13 mai 1914 et morte à Saint-Jacques-de-Compostelle le 6 août 2009, est une mathématicienne, professeure et la première femme astronome galicienne. Ses principales contributions à l'astronomie ont été les travaux sur les occultations d'étoiles par la Lune, les mesures d'étoiles doubles et les mesures astrométriques, ainsi que la détermination du passage des étoiles à travers deux verticaux. Elle a accompli tout cela lorsqu'elle travaillait à l'Observatoire de l'Université de Saint-Jacques-de-Compostelle (USC).
Avant la guerre civile espagnole, elle a obtenu des diplômes en chimie et en pharmacie de l'USC, un diplôme d'enseignante et a étudié les « sciences exactes », autrement dit les mathématiques, pendant deux ans. Elle a obtenu son diplôme de mathématiques à l'Université complutense de Madrid quelques années plus tard.
En 1963, elle est devenue la première femme espagnole à soutenir une thèse sur le thème de l'astronomie : Observaciones de pasos por dos verticales (littéralement Observations de passages par deux verticaux). Cette thèse fut également la première soutenue à la faculté de mathématiques de l'USC.
Les difficultés économiques l'ont forcée à étudier et à travailler en même temps, mais elle a obtenu des bourses qui lui ont permis d'atteindre ses objectifs scolaires.

## Biographie

### Premières années
Antonia Ferrín Moreiras est née à Ourense le 13 mai 1914 et était la troisième de quatre filles. Contrairement aux conventions de l’époque et malgré les ressources économiques limitées de la famille, son père, professeur de mathématiques, voulait que toutes ses filles — Antonia, Celsa, María et Pastora — aient accès aux études supérieures, donc la famille a déménagé à Saint-Jacques-de-Compostelle en 1920.
Ferrín a commencé l'école à l'âge de sept ans et à neuf ans à peine, elle était prête à commencer l'enseignement secondaire. Elle a fait un bachillerato scientifique, le stade de l'éducation pour les personnes de plus de 16 ans en Espagne. Après cela, elle a étudié à le bachillerato universitaire, car son admission à l'université nécessitait l'achèvement de cette étape d'éducation, avec douze autres filles[réf. nécessaire].

### Études supérieures et carrière professionnelle
Ferrin a commencé ses études supérieures à la faculté des sciences de l'USC, à une époque où la chimie était la seule majeure proposée. Même si son père travaillait à la faculté de pharmacie, son revenu ne lui suffisait pas, donc elle a obtenu un enseignement gratuit et des bourses. Grâce à ce soutien financier, elle a pu obtenir un diplôme en chimie et le titre d'enseignante en 1935.
Elle a commencé à travailler immédiatement après avoir obtenu son diplôme, mais ses premiers emplois n'étaient pas payés. De 1934 à 1936, Ferrín a été assistante de formation en physique et mathématiques à la faculté des sciences de l'USC et assistante temporaire au département des sciences du lycée Arcebispo Xelmírez à Saint-Jacques-de-Compostelle. Au même moment, elle poursuivait des études en pharmacie et les deux seuls cours de « sciences exactes » proposés par l'USC. En 1937, elle commence à travailler comme professeure de mathématiques à l'école des filles orphelines Nuestra Señora de los Remedios, poste qu'elle occupa jusqu'en 1948.
En 1937, après le déclenchement de la guerre civile espagnole, elle fut sanctionnée pour ses convictions politiques et une plainte anonyme causa l'ouverture de son dossier. En conséquence, elle fut démise de ses fonctions d'enseignante d'université avec 45 autres enseignantes. En 1940, cependant, son cas fut examiné, la peine fut révoquée et elle put enseigner à nouveau. Après son départ, elle a repris l'enseignement à l'université et a parfois donné des cours à l'école des filles jusqu'en 1961.
Au cours de l'année scolaire 1939-1940, Ferrín a suivi les cours préalables au diplôme de pharmacie. C'est à cette époque qu'elle a rencontré Ramón María Aller, fondateur et directeur de l'Observatoire astronomique de l'USC et la personne qui lui a permis de devenir la première femme astronome galicienne. Dans cet observatoire, Ferrín a commencé à utiliser l'instrument de passage et la lunette de 12 centimètres, qui lui ont permis d'observer l'occultation d'étoiles par la Lune, le passage d'étoiles à travers deux verticaux et d'effectuer des mesures micrométriques d'étoiles doubles. Les résultats de ces recherches ont été publiés dans le magazine d’astronomie espagnol Urania. Ferrín a rappelé de manière anecdotique qu'il faisait très froid pendant ses recherches à l'observatoire. Elle ne portait jamais de pantalon car, selon elle, il s'agissait d'un vêtement qui « n'était pas considéré comme féminin et que seules les actrices de cinéma les plus audacieux portaient au grand écran ».
En 1950, elle reçut une bourse du Conseil national de la recherche espagnol pour mener des recherches à l'Observatoire astronomique de Saint-Jacques-de-Compostelle. Cette bourse devint un contrat d'assistanat à la recherche deux ans plus tard. La même année, elle a obtenu un diplôme en mathématiques de l'Université complutense de Madrid, même si elle fut invitée aux trois derniers cours du diplôme.
En 1953, elle réussit les examens de la fonction publique de professeur de mathématiques à la Escuela de Magisterio de Santander. Cependant, deux ans plus tard, elle a été transférée à l'école pour filles Isabel la Católica de Saint-Jacques-de-Compostelle.
De 1954 à 1956, elle a étudié à Madrid pour obtenir un doctorat en astronomie. Entre temps, elle a aidé le professeur Vidal Abascal à créer le diplôme en mathématiques de la Faculté des sciences de l'USC, un exploit accompli en 1957. Ferrín est devenue la première femme professeur de cette faculté. Pendant ce temps, elle a poursuivi ses recherches sous la direction de Ramón María Aller.
La thèse qu’elle a défendue en 1963 avec l’aide de Aller, alors qu’il avait 80 ans, fut probablement sa plus grande réalisation, non seulement parce qu’elle fut la première à être lue à la Faculté de mathématiques de l’USC mais également la première défendue par une femme abordant le problème de l'astronomie en Espagne. En 1963, elle a été nommée professeure de mathématiques à temps plein à l'Escuela de Magisterio Santa María de Madrid et a également été professeure de mathématiques au degré de médecine pendant deux ans. En outre, elle a enseigné l'astronomie et la mécanique céleste, elle a exercé des fonctions de direction et a siégé à des jurys de sélection. Elle a également participé aux premières réunions internationales de mathématiques qui se déroulèrent en Espagne.
Cependant, malgré sa grande carrière professionnelle, être une femme faisait parfois obstacle à ses aspirations. Par exemple, lorsque Aller est tombé malade en 1964, il fallut un remplaçant pour que la chaire d’astronomie d’Aller à l’observatoire puisse continuer. Même si elle postula à l'examen public, elle fut exclue. Elle fut considérée comme candidate à la suite d'une plainte, mais la chaire fut déclarée nulle et l'observatoire se détériora.
Ferrín a pris sa retraite en 1984.

## Honneurs
Le 24 mai 2008, elle a été proclamée patronne du cinquantième anniversaire de la Faculté de mathématiques de l'USC.

### Éponyme
- Salle de lecture de la faculté de mathématiques de l'USC.
- Prix pour la création de matériel et de ressources éducatifs intégrant la dimension de genre à l'Université de Vigo[9].